# Cantuffa
Cantuffa là một chi thực vật có hoa trong họ Đậu.